# Black Eagle
Bill Austin lub Black Eagle (ur. lipcu 1865 w Ontario) – kanadyjski zawodnik uprawiający lacrosse, który na Letnich Igrzyskach Olimpijskich 1904 w Saint Louis wraz z kolegami z reprezentacji zdobył brązowy medal w grze drużynowej.
W turnieju wzięły udział trzy zespoły klubowe z Kanady i Stanów Zjednoczonych. Black Eagle reprezentował klub Mohawk Indians.